# Nazionale maschile under 20 di calcio dell'Unione Sovietica
La Nazionale di calcio dell'Unione Sovietica Under-20 fu la selezione calcistica di categoria dell'Unione Sovietica.

## Partecipazioni ai tornei internazionali

### Mondiale U-20
La rappresentativa Under-20 dell'Unione Sovietica è stata campione del mondo nella prima edizione del Campionato mondiale di calcio Under-20 del 1977 disputato in Tunisia, dopo aver battuto in finale il Messico ai calci di rigore. Nell'edizione successiva del 1979 ha ottenuto il secondo posto, perdendo la finale per mano dell'Argentina. Ha poi ottenuto un quarto posto nell'edizione del 1985 disputata in casa, ed un terzo posto nell'edizione del 1991 disputata in Portogallo.
- 1977: Campione
- 1979: Secondo posto
- 1981: Non qualificata
- 1983: Fase a gironi
- 1985: Quarto posto
- 1987: Non qualificata
- 1989: Quarti di finale
- 1991: Terzo posto